# Wincenty Hyla
Wincenty Hyla (ur. 5 października 1894 w Brzeźnicy, zm. 9 stycznia 1975 w Kleczy Dolnej) – polski rolnik, działacz niepodległościowy i społeczny, polityk, poseł na Sejm II, III i IV kadencji w II RP, członek Rady Związku Powiatów Rzeczypospolitej Polskiej w 1933 roku, kawaler Orderu Virtuti Militari.

## Życiorys
Ukończył szkołę ludową i kursy rolnicze. 
Od 1912 roku był działaczem Związku Strzeleckiego, Towarzystwa Szkoły Ludowej i szkółek rolniczych. W latach 1914–1917 służył w 1. i 5. pułku piechoty Legionów Polskich, po kryzysie przysięgowym w 1917 roku został wcielony do 1. pułku ułanów armii austriackiej. W 1918 roku organizował Straż Obywatelską w Brzeźnicy, w czasie wojny polsko-bolszewickiej w 1920 roku służył w 8. pułku ułanów. 
Po demobilizacji (w 1921 roku) prowadził w Brzeźnicy nowoczesne, bardzo intensywne gospodarstwo rolne (mechanizacja i melioracja sadów, doświadczenia nawozowe i odmianowe).
Był działaczem wielu organizacji, m.in. był: członkiem zarządu Krakowskiej Izby Rolniczej, Zarządu Okręgowego Małopolskiego Towarzystwa Rolniczego, wiceprezesem Okręgowego Towarzystwa Rolniczego w Wadowicach, przewodniczącym Towarzystwa Domu Ludowego w Brzeźnicy, inicjatorem rozwoju spółdzielczości mleczarskiej, członkiem Wydziału Wojewódzkiego, Rady Powiatowej w Wadowicach i Rady Związku Powiatów RP w Warszawie. 
Należał do PSL „Piast”, następnie BBWR i OZN. 
Pod koniec lat 30. pracował w Ministerstwie Rolnictwa i Reform Rolnych. 
W wyborach parlamentarnych w 1928 roku został wybrany posłem na Sejm II kadencji (1928–1930) z listy nr 1 (BBWR). Równocześnie był zastępcą posła z listy w okręgu wyborczym nr 43 (Wadowice). W kadencji tej należał do klubu BBWR. Pracował w komisjach: reform rolnych i skarbowej.
W wyborach parlamentarnych w 1930 roku został wybrany posłem na Sejm III kadencji (1930–1935) z listy nr 1 (BBWR) w okręgu nr 43 obejmującym powiat wadowicki. W kadencji tej należał do klubu BBWR. Pracował w komisjach: budżetowej, reform rolnych (był kierownikiem grupy i referentem) oraz skarbowej.
W latach 1928 i 1931 był wybrany przez Sejm na członka Głównej Komisji Ziemskiej (od 1934 roku był członkiem tej Komisji z ramienia Związku Izb i Organizacji Rolniczych). 
W wyborach parlamentarnych w 1935 roku został ponownie wybrany posłem na Sejm IV kadencji (1935–1938) 31 330 głosami z listy państwowej z okręgu nr 87, obejmującego powiaty: wdowicki, żywiecki i myślenicki. W kadencji tej należał do Koła Rolników Sejmu i Senatu. Pracował w komisjach: budżetowej (był zastępcą członka), prawniczej i rolnej.
Po wybuchu II wojny światowej przedostał się do Francji. Pracował w PCK i Związku Rolników Polskich, był również członkiem Polskiej Organizacji Walki o Niepodległość. W 1958 roku wrócił do Polski. 

## Ordery i odznaczenia
- Krzyż Srebrny Orderu Wojskowego Virtuti Militari nr 6573 – 17 maja 1922[4][5]
- Krzyż Niepodległości (1931)
- Krzyż Walecznych[2]

oraz dyplom honorowy nadany przez Małopolskie Towarzystwo Rolnicze w Krakowie. 

## Życie prywatne
Był synem Józefa i Marii z domu Pamuły. Ożenił się z Wiktorią Gut. 
Jego brat, Józef, był również żołnierzem 1. pułku piechoty Legionów Polskich.